# دوشیزه اسلون
دوشیزه اسلون (انگلیسی: Miss Sloane) فیلمی در ژانر درام به کارگردانی جان مدن است که در سال ۲۰۱۶ منتشر شد. از بازیگران آن می‌توان به جسیکا چستین و مگان فیهی اشاره کرد.
این فیلم با عنوان «دادگاه» و دوبله فارسی از شبکه نمایش پخش شده است.

## خلاصه داستان
الیزابت اسلون یکی از لابی گرایان است که از او خواسته شده است در جلسه استماع کنگره به رهبری سناتور رونالد اسپرلینگ برای پاسخگویی به سوالات مربوط به نقض احتمالی قوانین اخلاقی سنا در دوران تصدی خود در شرکت لابی واشنگتن دی سی و کول کراویت واترمن پاسخ دهد.